# Театр Художественно-просветительного союза рабочих организаций
Театр-студия Художественно-просветительного союза рабочих организаций (Театр-студия ХПСРО)  — театр, существовавший в Москве в 1918—1920 годах

## История
Театр был создан в 1918 году в Ф. Ф. Комиссаржевским при участии В. М. Бебутова и располагался в здании театра бывш. Зона. Первоначально назывался Театром-студией ХПСРО, в 1919 году, после отъезда Комиссаржевского за границу (в июле), был переименован в Новый театр ХПСРО.
В театре ставились как драматические, так и музыкальные спектакли, открылся он 28 ноября 1918 года оперой В. А. Моцарта «Похищение из сераля». Основатели театра считали, что актёр должен владеть всеми художественными средствами, и стремились к созданию синтетических спектаклей.
После отъезда Ф. Ф. Комиссаржевского театр возглавил В. М. Бебутов. В декабре 1919 года из-за сильных холодов представления были прекращены, и в феврале 1920 года театр был расформирован.
В труппу театра входили В. В. Барсова, Н. Н. Озеров, А. Я. Закушняк, К. В. Эггерт, М. И. Бабанова, М. И. Жаров, И. В. Ильинский и др. В феврале 1920 году здание театра (Большая Садовая ул., 20) было отдано Театру РСФСР 1-му, куда и перешла большая часть труппы театра во главе с Бебутовым. Нынче в этом здании расположен Концертный зал имени П. И. Чайковского.

## Постановки
- «Похищение из сераля» В. А. Моцарта. Реж. Ф. Ф. Комиссаржевский.
- «Женитьба Фигаро» Бомарше. Реж. Ф. Ф. Комиссаржевский.
- «Буря» Шекспира. Реж. Ф. Ф. Комиссаржевский.
- «Брак по принуждению» Мольера
- «Виндзорские проказницы» О. Николаи
- «Сказки Гофмана» Ж. Оффенбаха
- «Паяцы» Леонкавалло
- «Вильгельм Телль» Ф. Шиллера. Реж. В. М. Бебутов.